# Neil Codling
Neil Codling, född 5 december 1973, spelade keyboard i Suede mellan 1996 och 23 mars 2001. Kusin till trummisen i Suede, Simon Gilbert.